# Foro de Estabilidad Financiera
El Foro de Estabilidad Financiera fue un organismo internacional creado en 1999 para promover la estabilidad financiera internacional a través de un mayor intercambio de información y la cooperación en la supervisión financiera y la vigilancia de los mercados. En 2009 fue sustituido por el Consejo de Estabilidad Financiera (Financial Stability Board).

## Historia
Estaba formado por altos representantes de las instituciones financieras internacionales, las agrupaciones internacionales de los reguladores y supervisores, comités de expertos de los bancos centrales y las autoridades nacionales encargadas de la estabilidad financiera. Los miembros originales fueron el G-7, más otros cinco países que representaban importantes centros financieros: Australia, Hong Kong, los Países Bajos, Singapur y Suiza. En marzo de 2009 se admitieron como nuevos miembros al resto de países del G20; Argentina, Brasil, China, la India, Indonesia, Corea, México, Rusia, Arabia Saudí, Sudáfrica y Turquía. Además, también se incorporó España y la Comisión Europea, poco antes de ser sustituido por el Consejo de Estabilidad Financiera.
El Foro celebraba reuniones internacionales y regionales para fomentar el diálogo entre los miembros y no miembros. Después de cada sesión, hacía pública una declaración en la que esbozaba su evaluación de las vulnerabilidades en el sistema financiero mundial y un resumen de sus debates relativos a la arquitectura financiera internacional. 
Dentro del Foro existían varios grupos de trabajo: de estudios y de informes sobre las transacciones y movimientos internacionales de capital, los centros financieros extraterritoriales, las instituciones y la aplicación de las normas financieras internacionales para sistemas financieros sanos.
Las áreas sobre las que más se incidió fueron aquellas que representaban un mayor riesgo a nivel internacional, como las que van aparejadas a tipos de crédito, concentración de riesgos y gestión de los mismos. Para solventar distintas dificultades, propuso en 2003 el establecimiento de un compendio de normas para promover sistemas financieros saneados, a modo de manual de buenas prácticas. Dicho compendio reuniría las normas sobre transparencia en las políticas monetarias y financieras, la transparencia fiscal, de difusión de información y estadísticas, insolvencia, la gestión empresarial, las normas internacionales de contabilidad y de auditoría, los sistemas de pago, la supervisión bancaria, la regulación de valores y la supervisión de seguros. 
Junto al Fondo Monetario Internacional (FMI) y el Banco Mundial, evaluaba la aplicación de los programas en países y regiones económicas, identificaba las fortalezas, vulnerabilidades y riesgos en el sistema financiero, y determinaba como se mejoraba la gestión de las crisis, a fin de establecer el desarrollo de los sectores y las necesidades de asistencia técnica, para ayudar a priorizar las acciones políticas. 
Con ocasión de la crisis financiera de 2008, el Foro se centró en la identificación de las debilidades subyacentes de la misma y recomendó medidas para fortalecer los elementos fundamentales y claves del sistema financiero. En este contexto, en abril de 2008, presentó al G-7 un informe sobre la mejora de la resistencia de los mercados y las instituciones financieras.
En la Cumbre de Washington del G-20 el 14 y 15 de noviembre de 2008, se le encomendó presentar una reforma para un nuevo sistema financiero mundial y concretar las directrices, dentro del marco aprobado por al cumbre, para dicha reforma.